# San Francisco 49ers 1982
La stagione 1982 dei San Francisco 49ers è stata la 33ª della franchigia nella National Football League. L'annata fu accorciata a nove partite a causa di uno sciopero dei giocatori. I Niners divennero la quinta squadra campione in carica a non qualificarsi per i playoff nella stagione successiva alla vittoria del titolo.

## Partite

### Stagione regolare
| Turno | Data       | Avversario             | Risultato | Pubblico |
| ----- | ---------- | ---------------------- | --------- | -------- |
| 1     | 12/9/1982  | Los Angeles Raiders    | S 23–17   | 59,748   |
| 2     | 19/9/1982  | at Denver Broncos      | S 24–21   | 73,899   |
| 3     | 21/11/1982 | at St. Louis Cardinals | V 31–20   | 38,064   |
| 4     | 28/11/1982 | New Orleans Saints     | S 23–20   | 51,611   |
| 5     | 2/12/1982  | at Los Angeles Rams    | V 30–24   | 58,574   |
| 6     | 11/12/1982 | San Diego Chargers     | S 41–37   | 55,988   |
| 7     | 19/12/1982 | Atlanta Falcons        | S 17–7    | 53,234   |
| 8     | 26/12/1982 | at Kansas City Chiefs  | V 26–13   | 24,319   |
| 9     | 2/1/1983   | Los Angeles Rams       | S 21–20   | 54,256   |